# 臺灣糖業試驗所

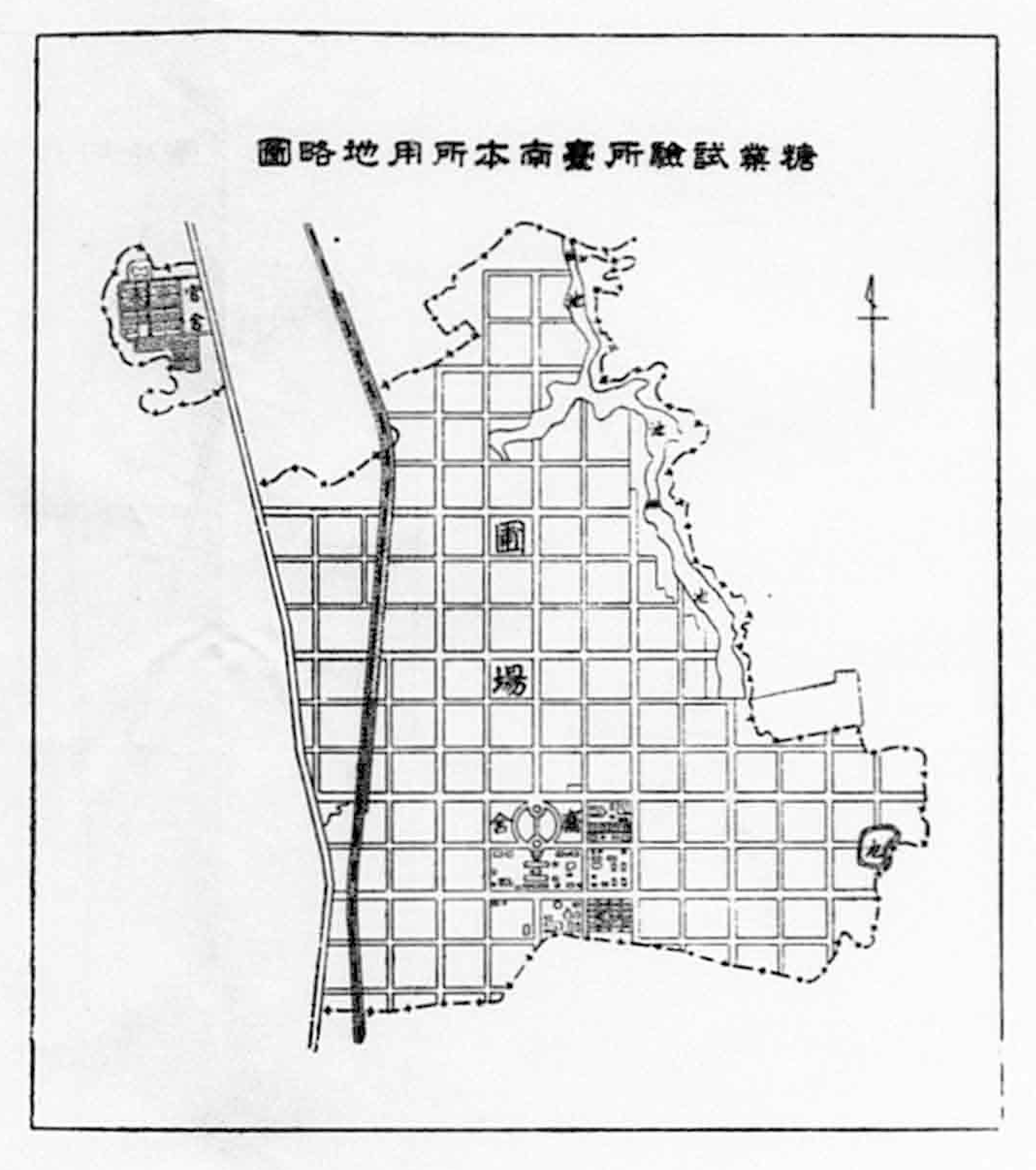
糖業試驗所本所用地略圖

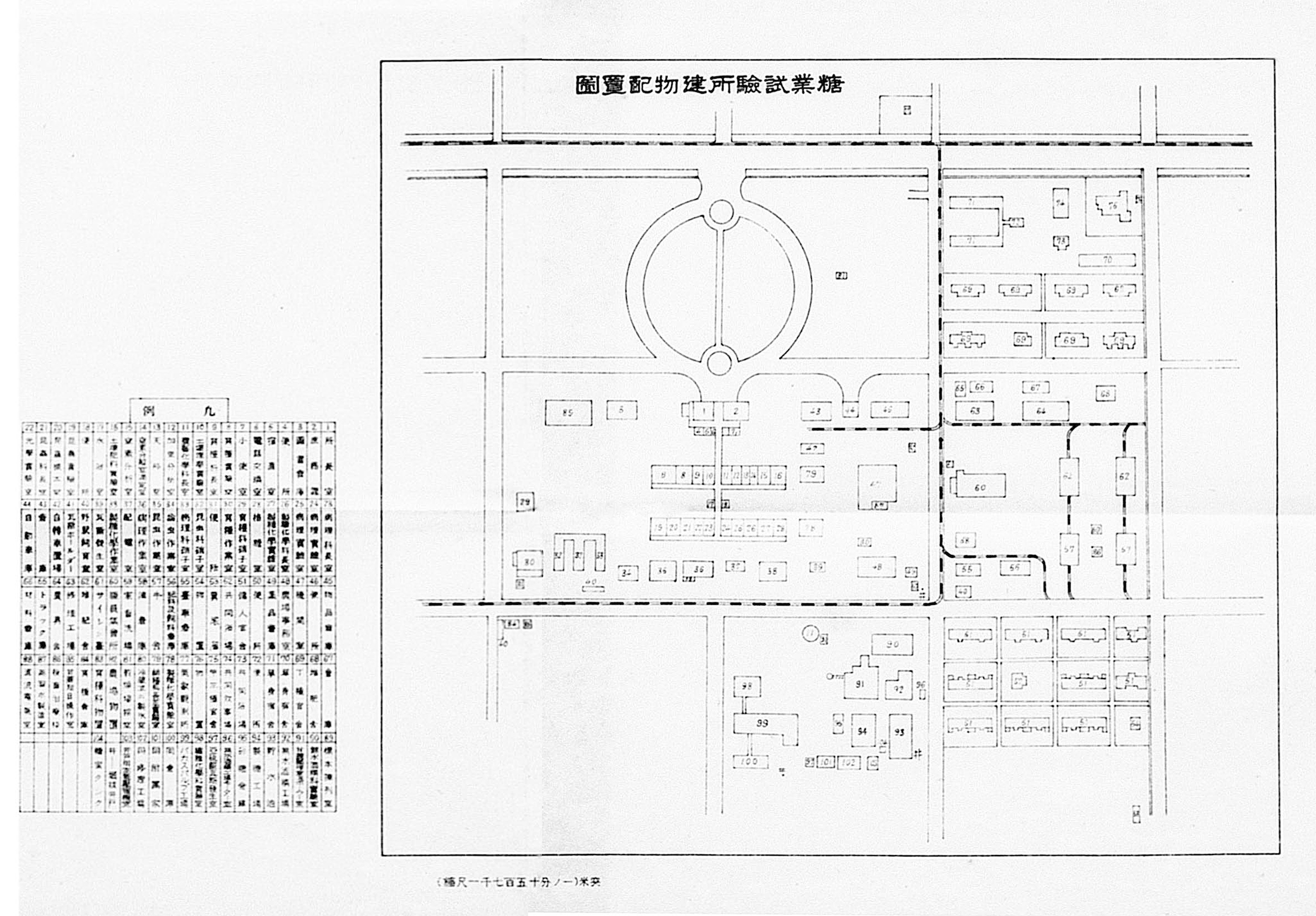
糖業試驗所建物配置圖

臺灣糖業試驗所，全名為臺灣總督府糖業試驗所，為日治時期負責糖業的研究調查單位，現在為台糖公司研究所。本所位於臺灣臺南市東區，並在屏東縣萬丹鄉設有萬丹交配圃（今 台糖萬丹甘蔗育種場）。
臺灣糖業試驗所本所擁有大片農地，其農場範圍大致位於中華東路三段以南，包含巴克禮公園，部分崇明國小、崇明國中，以及台南鐵路地下化的專案照顧住宅。宿舍大致位於大林路與中華南路之間，現為民宅。其廳舍於2003年公告為台南市市定古蹟，其他部分則計畫開發為南台南副都心。

## 沿革

### 前身
進入臺灣日治時期之後，日本積極開發臺灣的製糖業，其具體措施包括引進新品種與機械設備以及建設新式工廠。1901年11月，民政部殖產局在台灣府城小西門外設置「台南出張所」，從事糖業改良，同時設置甘蔗試驗苗圃。並在麻豆設置出張所附屬甘蔗試作場。1902年6月，公告《糖業獎勵規則》，並成立「臨時臺灣糖務局」，將台南出張所業務移交臨時糖務局台南支局。

#### 大目降甘蔗試作場、糖業試驗場
1903年5月，在臺南新化設置「甘蔗試作場」來進行甘蔗品種改良。1905年2月，同在臺南新化設置「糖業講習所」，以培育糖業技術人員。1906年7月，甘蔗試作場改為台南支局附屬「糖業試驗場」，並合併糖業講習所。1907年7月，糖業試驗場改隸直屬於臨時糖務局。1911年10月，臨時糖務局廢止，改為民政部殖產局附屬糖業試驗場。1912年10月，在高雄市成立殖產局附屬打狗檢糖所。1912年10月，臺灣總督府研究所成立，檢糖所成為其附屬機構。

#### 中央研究所農業部糖業科
1921年8月，臺灣總督府中央研究所成立，糖業試驗場合併至中央研究所農業部糖業科。檢糖所改稱高雄檢糖支所。

### 糖業試驗所成立
昭和七年（1932年）3月23日，自中央研究所獨立為「臺灣糖業試驗所」，位在臺南市竹篙厝，並裁併高雄檢糖支所，於隔年完成廳舍建設。當時試驗所裡設有本部廳舍、育種化學室、昆蟲病理製糖廳舍、農藝化學廳舍作業室等研發設施，其中只有本部廳舍、昆蟲病理製糖廳舍與農藝化學廳舍的建築保留至今。並在高雄州萬丹庄設置「萬丹交配圃」。1934年7月，新化農業專修學校（今 新化高工）遷入新化街原糖業試驗場。
1935年1月，昌德宮李王垠，造訪台南本所，並植一樹紀念。1936年12月，無水酒精工場落成。1937年6月，東久邇宮稔彥王，造訪台南本所，並植一樟樹紀念。1938年4月，製糖工場落成。1938年7月，竹田宮恆久王妃昌子內親王，造訪台南本所，並植一樟樹紀念。1940年5月，全台第一所閥門（バルブ）工廠落成。1941年3月，閑院宮春仁王與其妃，造訪台南本所。

### 戰後
二次大戰結束進入民國時期後，此地由臺灣糖業公司接手管理，改設有甘蔗品種、農藝、植物營養、植物保護、製糖化學與副業發展六系。

## 組織
臺灣糖業試驗所轄下分屬八科一課和農場，分別為育種科、耕種科、製糖化學科、農業化學科、病理科、昆蟲科、無水酒精科、纖維化學科、庶務課。

## 文化資產
臺灣糖業試驗所的本館行政大樓以及現在的農藝系（原農藝化學廳舍）與化驗中心（原昆蟲病理製糖廳舍）為台南市市定古蹟。被列為古蹟的三棟建築均為鋼筋混擬土建築，屋頂為紅瓦，牆壁漆成白色。而本館樓高二層，採用拱圈形式於中央入口，入口內則為精緻的玄關與大廳，至於另外兩棟建築則以拱圈為主要表達元素。

## 歷任首長

### 臺灣總督府中央研究所農業部糖業科長
| 任次 | 肖像 | 姓名 (生–卒)           | 在任時間       | 在任時間       | 備註 |
| ---- | ---- | ---------------------- | -------------- | -------------- | ---- |
| 1    |      | 石田研 (1881–)         | 1921年8月6日   | 1924年11月24日 |      |
| 2    |      | 金子昌太郎 (1876–1971) | 1924年11月24日 | 1929年8月30日  |      |
| 3    |      | 三宅勉 (1880–1972)     | 1929年8月30日  | 1932年3月23日  |      |

### 臺灣總督府糖業試驗所長
| 任次 | 肖像 | 姓名 (生–卒)         | 在任時間      | 在任時間       | 備註 |
| ---- | ---- | -------------------- | ------------- | -------------- | ---- |
| 1    |      | 岡出幸生 (1888–1962) | 1932年3月23日 | 1943年3月25日  |      |
| 2    |      | 山崎守正 (1896–1989) | 1943年3月25日 | 1945年10月25日 |      |